# 瓦普尼亞爾卡

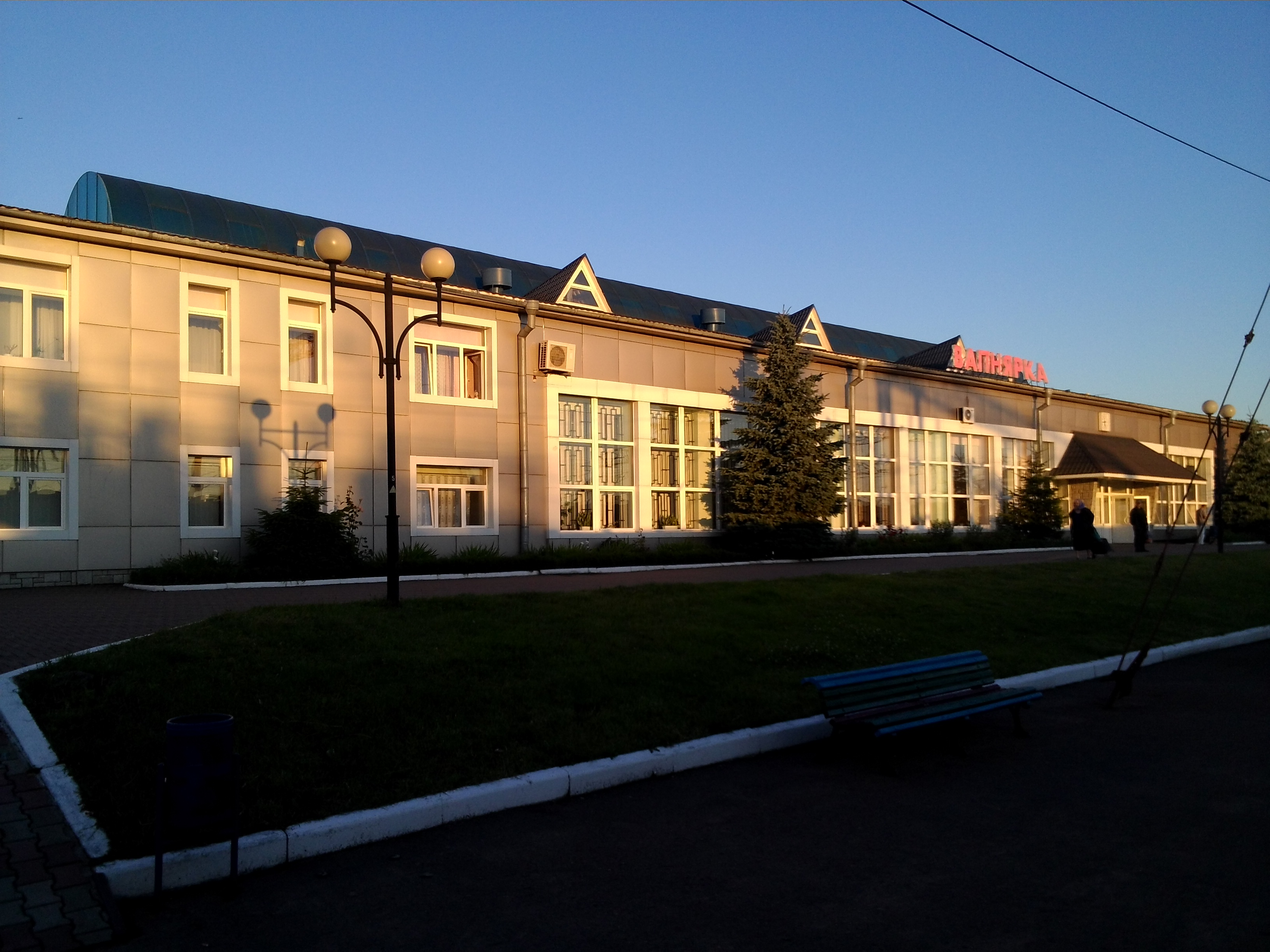
火车站

瓦普尼亞爾卡（羅馬化：Vapniarka）是烏克蘭西南部文尼察州圖利欽區瓦普尼亚尔卡市镇内的鎮及該市鎮的行政中心。始建於1870年，面積13平方公里，海拔高度243米，2011年人口7,891，人口密度每平方公里607人。